# Jelutung II
Jelutung II is een bestuurslaag in het regentschap Bangka Selatan van de provincie Bangka-Belitung, Indonesië. Jelutung II telt 4729 inwoners (volkstelling 2010).